# Sainte-Jamme-sur-Sarthe

Sainte-Jamme-sur-Sarthe este o comună în departamentul Sarthe, Franța. În 2009 avea o populație de 2,074 de locuitori.